# KK Partizan Belgrad
El KK Partizan Belgrad (en serbi: Košarkaški Klub Partizan / КК Партизан) és un club de bàsquet de la ciutat de Belgrad a Sèrbia. El KK Partizan forma part del club poliesportiu Partizan amb moltes altres seccions, entre elles el futbol. La temporada 2020-2021 participa en la Lliga Adriàtica de bàsquet i en l'Eurocup.
L'equip femení és conegut com ŽKK Partizan

## Història
El club va ser fundat el 4 d'octubre de 1945. La secció de bàsquet és una de les millors del bàsquet serbi, ja que ha conquerit 13 lligues i vuit copes nacionals, així com tres Copes Korac i el màxim títol del bàsquet europeu, l'Eurolliga, el 1992. En el seu equip han jugat jugadors de la categoria d'Aleksandar Djordjevic, Vlade Divac, Predrag Danilovic i Zarko Paspalj.

## Palmarès masculí
- Eurolliga
  - Campions (1): 1991-92
  - Ha jugat la Final Four el 1987-88, 1997-98, 2009-10.
- Copa Korać
  - Campions (3): 1977-78, 1978-79, 1988-89
  - Finalistes (1): 1973-74
- Lliga Adriàtica
  - Campions (6): 2006-07, 2007-08, 2008-09, 2009-10, 2010-11, 2012-13
  - Finalistes (2): 2004-05, 2005-06
- Supercopa Adriàtica
  - Campions (1): 2019
- Lliga sèrbia
  - Campions (8): 2006-07, 2007-08, 2008-09, 2009-10, 2010-11, 2011-12, 2012-13, 2013-14
  - Finalistes (3): 2014-15, 2015-16, 2018-19
- Copa sèrbia
  - Campions (8): 2007-08, 2008-09, 2009-10, 2010-11, 2011-12, 2017-18, 2018-19, 2019-20
  - Finalistes (4): 2006–07, 2012-13, 2015-16, 2016-17
- Lliga serbo-montenegrina
  - Campions (8): 1994-95, 1995-96, 1996-97, 2001-02, 2002-03, 2003-04, 2004-05, 2005-06
  - Finalistes (4): 1992-93, 1993-94, 1999-00, 2000-01
- Copa serbo-montenegrina
  - Campions (5): 1993–94, 1994-95, 1998-99, 1999-00, 2001-02
  - Finalistes (5): 1992-93, 1995-96, 1996-97, 2000-01, 2004-05
- Lliga iugoslava
  - Campions (5): 1975–76, 1978–79, 1980–81, 1986–87, 1991–92
  - Finalistes (10): 1949, 1950, 1951, 1963, 1966, 1977-78, 1981-82, 1987-88, 1988-89, 1990-91
- Copa iugoslava
  - Campions (3): 1978–79, 1988–89, 1991–92
  - Finalistes (2): 1962, 1972-73

## Palmarès femení
- Lliga Adriàtica
  - Campiones (2): 2011–12, 2012–13
- Lliga sèrbia
  - Campiones (4): 2010, 2011, 2012, 2013
- Copa sèrbia
  - Campiones (3): 2011, 2013, 2018
- Lliga iugoslava
  - Campiones (3): 1984, 1985, 1986
- Copa iugoslava
  - Campiones (2): 1985, 1986

## Jugadors destacats
- Dražen Dalipagić
- Vlade Divac
- Saša Đorđević
- Predrag Danilović
- Žarko Paspalj
- Dragan Kićanović
- Željko Rebrača
- Dejan Tomašević